# Comme le fleuve qui coule
Comme le fleuve qui coule est un recueil de 101 textes courts : petites nouvelles, paraboles ou contes philosophiques, publiés par Paulo Coelho dans divers journaux entre 1998 et 2005. Au fil des textes, Paulo Coelho nous livre de petits morceaux de quotidien et d'imaginaire dans lesquels on retrouve la plume et le souffle qui ont fait le succès de ses romans. .